# 猎德街道
猎德街道是中国广东省广州市天河区下辖的一个街道，始设于1999年12月30日。辖区总面积3.1平方公里，下辖5个社区，总人口2.2万人，其中常住人口1万人。

## 行政区划
猎德街道街道下辖以下地区：
猎德社区、远洋明珠社区、南国花园社区、利民社区、誉城苑社区和华海社区。

## 交通

### 地铁
█APM线：大剧院站、海心沙站
█广州地铁3号线：珠江新城站（B1、B2出入口一侧）
█广州地铁5号线：珠江新城站（C出入口一侧）、猎德站（A、B出入口一侧）、潭村站（B出入口一侧）